# Zonguldak Kömürspor
Zonguldak Kömürspor – turecki klub sportowy z siedzibą w Zonguldak. Najbardziej znaną sekcją klubu jest sekcja piłkarska.

## Historia
Zonguldak Kömürspor Kulübü został założony w 1966, chociaż korzenie klubu sięgają 1945 roku i klubie o nazwie Kömürspor. W 1974 Zonguldak Kömürspor awansował do 1. Lig i występował w niej przez kolejne czternaście lat. W 1980 roku Zonguldak Kömürspor zajął najwyższe w swojej historii - 3. miejsce w 1. Lig. Później klub w latach 1988–1989 i 1992–1999 występował na zapleczu ekstraklasy. Potem nastąpił kryzys i spadek do 2. Lig w 2002 i 3. Lig w 2006 roku. Od 2008 roku Zonguldak Kömürspor występuje w Bölgesel Amatör Lig, która jest piątą klasą rozgrywkową.

## Sukcesy
- trzecie miejsce w Süper Lig: 1980.
- mistrzostwo 1. Lig: 1974.

## Sezony
- 14 sezonów w Süper Lig: 1974-1988.
- 16 sezonów w 1. Lig: 1966-1974, 1988–1989, 1992–1999.
- 9 sezonów w 2. Lig: 1989-1992, 1999–2001, 2002–2006.
- 3 sezony w 3. Lig: 2001-2002, 2006–2008.
- 3 sezony w Amatör Lig: 2008–.

## Znani piłkarze w klubie
| - Bülent Uygun |

## Trenerzy
- Suat Mamat (1976-1977)

## Sezony wSüper Lig
| Sezon   | Uzyskane Miejsce |
| ------- | ---------------- |
| 1974-75 | 11               |
| 1975-76 | 13               |
| 1976-77 | 13               |
| 1977-78 | 8                |
| 1978-79 | 8                |
| 1979-80 | 3                |
| 1980-81 | 7                |
| 1981-82 | 4                |
| 1982-83 | 13               |
| 1983-84 | 9                |
| 1984-85 | 12               |
| 1985-86 | 11               |
| 1986-87 | 11               |
| 1987-88 | 20 (spadek)      |